# Бонні Роттен
Бо́нні Ро́ттен (англ. Bonnie Rotten; нар. 9 травня 1993 року, Цинциннаті, Огайо, США) — американська порноакторка та модель.

## Життєпис
Роттен почала кар'єру як модель у журналі «Girls and Corpses». До іпорнондустрії приєдналась на початку 2012 року, до цього працювала танцюристкою в авто- та мотошоу. Її сценічне ім'я походить від однойменного зомбі з фільмів.
Компанія «Digital Sin» спродюсувала два фільми, які повністю фокусуються на Роттен: «Meet Bonnie» («Зустрічайте Бонні») і «The Gangbang of Bonnie Rotten» («Генг-бенг Бонні Роттен»).
Роттен разом з порноаторками Асфіксією Нуар і Лондон Кеєс знялась у кліпі на пісню «Kiss Land» виконавця The Weeknd.
У січні 2014 Бонні заснувала власну компанію «Mental Beauty, Inc.» і підписала угоду з порностудією «Girlfriends Films».

## Нагороди та номінації
| Рік  | Церемонія                  | Результат | Нагорода                                                                                         | Робота                            |
| ---- | -------------------------- | --------- | ------------------------------------------------------------------------------------------------ | --------------------------------- |
| 2012 | Inked Award                | Перемога  | Starlet of the Year                                                                              | Н/Д                               |
| 2012 | NightMoves Award           | Перемога  | Miss Congeniality                                                                                | Н/Д                               |
| 2013 | AVN Award                  | Номінація | Best All-Girl Group Sex Scene (з Асфіксією Нуар і Скін Даймонд)                                  | Meet Bonnie                       |
| 2013 | AVN Award                  | Номінація | Best New Starlet                                                                                 | Н/Д                               |
| 2013 | AVN Award                  | Номінація | Best Body                                                                                        | Н/Д                               |
| 2013 | Inked Award                | Перемога  | Performer of the Year (Female)                                                                   | Н/Д                               |
| 2013 | Inked Award                | Перемога  | Scene of the Year                                                                                | The Gang Bang of Bonnie Rotten    |
| 2013 | NightMoves Award           | Номінація | Best Female Performer                                                                            | Н/Д                               |
| 2013 | NightMoves Award           | Перемога  | Social Media Star (Fan's Choice)                                                                 | Н/Д                               |
| 2013 | NightMoves Award           | Перемога  | Best Ink (Fan's Choice)                                                                          | Н/Д                               |
| 2013 | NightMoves Award           | Номінація | Best Overall Body                                                                                | Н/Д                               |
| 2013 | RogReviews Fan Faves Award | Перемога  | Favorite Newbie                                                                                  | Н/Д                               |
| 2013 | Sex Award                  | Перемога  | Hottest New Girl                                                                                 | Н/Д                               |
| 2013 | XBIZ Award                 | Номінація | Best Scene — Gonzo/Non-Feature Release (з Міком Блю та Рамоном Номаром)                          | Meet Bonnie                       |
| 2013 | XRCO Award                 | Номінація | New Starlet                                                                                      | Н/Д                               |
| 2013 | XRCO Award                 | Номінація | Cream Dream                                                                                      | Н/Д                               |
| 2014 | AVN Award                  | Номінація | Best All-Girl Group Sex Scene (з Лексі Белл, Крісті Мак і Джиєю Дімарко)                         | Brazzers Presents: The Parodies 3 |
| 2014 | AVN Award                  | Номінація | Best Anal Sex Scene (з Рамоном Номаром)                                                          | Evil Anal 19                      |
| 2014 | AVN Award                  | Номінація | Best Girl/Girl Sex Scene (з Ніккі Гартс)                                                         | Beyond Fucked: A Zombie Odyssey   |
| 2014 | AVN Award                  | Перемога  | Best Group Sex Scene (з Карло Кареррою, Тоні Десерджіо, Міком Блю та Джорданом Ешем)             | The Gang Bang of Bonnie Rotten    |
| 2014 | AVN Award                  | Номінація | Best Oral Sex Scene                                                                              | Facial Overload 3                 |
| 2014 | AVN Award                  | Номінація | Best POV Sex Scene (з Даною Весполі)                                                             | Lesbian Anal P.O.V. 2             |
| 2014 | AVN Award                  | Номінація | Best Safe Sex Scene (з Еріком Евергардом)                                                        | Hotel No Tell                     |
| 2014 | AVN Award                  | Номінація | Best Tease Performance                                                                           | Hot Body Ink                      |
| 2014 | AVN Award                  | Номінація | Best Three-Way Sex Scene — B/B/G (з Біллі Глайдом і Біллом Бейлі)                                | Whore's Ink                       |
| 2014 | AVN Award                  | Номінація | Best Three-Way Sex Scene — G/G/B (з Джиєю Дімарко та Денні Вайлдом)                              | Obedience School                  |
| 2014 | AVN Award                  | Перемога  | Female Performer of the Year                                                                     | Н/Д                               |
| 2014 | XBIZ Award                 | Номінація | Female Performer of the Year                                                                     | Н/Д                               |
| 2014 | XBIZ Award                 | Перемога  | Best Scene — Non-Feature Release (з Карло Кареррою, Тоні Десерджіо, Міком Блю та Джорданом Ешем) | The Gangbang of Bonnie Rotten     |
| 2014 | XBIZ Award                 | Номінація | Best Scene — Vignette Release (з Джиєю Дімарко та Денні Вайлдом)                                 | Obedience School                  |